# Alexander Metzger (Musiker)
Alexander Metzger (* 18. April 1969) ist ein deutscher DJ und Musikproduzent.

## Überblick
Bekannt wurde er unter dem Künstlernamen Alex Butcher. Ebenso trat er als Produzent von Der Verfall, Sound 2 Light, Klinisch Tot und But & Memo in Erscheinung.
Früher bekannt als Lightjockey & DJ der Frankfurter Flughafen-Disco Dorian Gray (1988–2000), arbeitete er schon recht früh mit Leuten wie Torsten Fenslau (Culture Beat), Sven Väth, Mark Spoon, DJ Dag, Nosie Katzmann  u. a. 
Seine Arbeit in bekannten Clubs nutzte er zur Erweiterung seiner musikalischen Fähigkeiten und Kenntnisse. Alex Butcher veröffentlichte 1991 seine erste Schallplatte auf Overdrive Records. Der Titel Sound to Light – He Butcher wurde ein großer Clubhit. Es folgten weitere Produktionen und Remixe. Schließlich gründete er zusammen mit seinem Freund und Produzentenpartner Alexander Abraham (LDC, Klangwerk und Echo 2000) das Club-Project „DER VERFALL“, welches dann auch in den offiziellen deutschen und österreichischen Verkaufscharts vertreten war. Auch sein Soloprojekt „Alex Butcher“ stieg in die deutschen Charts ein. Des Weiteren erreichte er etliche Dancecharts-Platzierungen und er remixte für Acts wie Culture Beat, Dance 2 Trance, Mark ’Oh, Kim Sanders, DJ Taylor & Flow (Global Deejays), Pascal Feos, Manuel Schleis uvm. Seine größten Erfolge konnte er mit fünf Charthits unterstreichen.

## Diskografie
- 1991: Sound to Light / He Butcher (Overdrive Records), Groove-Charts Top 10, Vinyl Charts-5, Top-10 Playlist Sven Väth
- 1992: Sound to Light / Hämoriden / EP (Overdrive Records)
- 1992: Sound to Light / Modomatic (Overdrive Records)
- 1993: Entropy / The Light (Influence Records), produziert von Alex Butcher & Tom Wax
- 1993: No Key good Bye / Its a small Country (Abfahrt-Records), geschrieben von Alex Butcher
- 1993: Sound to Light / Cold Sensation (Overdrive Records)
- 1994: Culture Beat / Adelante (Sony Music), Remix von Alex Butcher (Salescharts USA&Euro-Top10),
- 1994: Kim Sanders / Ride (Sony Music), Remix von Alex Butcher, German Sales Charts Top 80
- 1995: Bypass / No Tie / EP (Overdrive Records)
- 1995: Dance to Trance / I have a Dream (Intercord Records), Remix von Alex Butcher
- 1995: Nina / The Reason is you (Intercord Records), Remix von Alex Butcher, Spain Sales Charts Top 10
- 1995: Sound to Light / EP (Overdrive Records)
- 1996: Butcher / Dirty young Guy (Polydor Records), produziert von Alex Butcher, Remix von Stonebridge
- 1996: Nessaja / Once Again (Polydor Records), Remix von Alex Butcher, German Sales Chart Top 60
- 1996: The Snatch / Dreams off my Live (Sony Music), Remix von Alex Butcher
- 1997: Alan Chappert / Bytes (Suck me Plasma Records), Discomania Vinyl Charts Top 10
- 1997: Dos Amigos / Borriquito (Sony Music), German Dance Charts Top 50
- 1997: Sound to Light / Refine (Tetsuo Records), geschrieben und produziert von Alex Butcher
- 1998: Anna Loos / Radio (Edel Records), Remix von Alex Butcher
- 1998: Atex / Senseless Soul (Nerve Records), geschrieben von Alex Butcher, Atty Mezcal
- 1998: Credit to the Nation / Tacky Love Song (Edel Records), Remix von Alex Butcher, UK Sales Charts 68
- 1998: Joi Cardwell / Soul to Bare (Suck me Plasma Records), Remix von Alex Butcher, DDC Top 50
- 1999: Der Verfall / Der Verfall (Wea Records), German Sales Charts Top 38, geschrieben von Alex Butcher, Alex Abraham
- 1999: Der Verfall / Vater Unser (Wea Records), German Sales Charts 28, DDC Top 20, geschrieben und produziert von Butcher, MacDonald, Abraham
- 1999: Resistance-D / Human (Polydor-Records), Remix und Koproduzent Alex Butcher
- 1999: Shot / Killin (Sony Music), Remix von Alex Butcher
- 1999: TWINAX / Braindead (Tetsuo Records), geschrieben und produziert von Alex Butcher & Vernon B.
- 1999: Twinax / Psycho (Tetsuo Records), geschrieben und produziert von Alex Butcher, Vernon B.
- 2000: Der Verfall / Abfahrt (Wea Records), German Sales Charts 53, DDC Top 5, GDP Top 10
- 2000: Der Verfall / Angst im Wald (Wea Records, Album Production), alle Tracks produziert von Alex Butcher, Alex Abraham
- 2000: Der Verfall / Der Mussolini (Wea Records), DDC Top 20, produziert von Alex Butcher, Alex Abraham
- 2000: Dj Taylor & Flow / Exzess (Plaque Records), Remix von Der Verfall
- 2000: Nastaly / Dig Deeper (Laughing Horse Records), Remix von Alex Butcher
- 2001: Bend Over / Ein guter Tag zum Sterben (Zyx Records), Single of the Month-M8 Magazine UK
- 2001: Dj Jeridoo / Manok (Sturzflug Records), koproduziert von Alex Butcher
- 2001: Klinisch Tot / Klinisch Tot (Pulse Records), Discomania Vinyl Charts Top 2, Jude Jules Playlist!
- 2001: Refine / No Comment (GTX Records), DMC Charts Top 62
- 2001: Wintermücke / Wintermücke (Sturzflug Records), geschrieben von Alex Butcher / M.Geist. F Miller
- 2001: Wintermücke / Wintermücke RMX Release Italia, geschrieben von Alex Butcher / M.Geist. F Miller
- 2002: Alex Butcher / In the Mix 1 (Propagation Records), produziert und gemixt von Alex Butcher
- 2002: Alex Butcher / More & More (Sony Music), German Sales Charts Top 66, DDC-3, DMC-3, ODC-4, GDP-8
- 2002: Alex Butcher / Sweet Dreams (Sony Music), German Sales Charts 38, ODC 2, DDC 6, DMC8, GDP15
- 2002: Bend Over / Was die Zukunft bringt (Zyx Records), geschrieben und produziert von Alex Butcher
- 2002: Dishwasher / Kitchen at Parties (Sony Music), Remix von Alex Butcher, DDC-50, ECC-10, IMC-35
- 2002: DJ R.O.C.K / Sometimes my Heart, Remix von Alex Butcher, German Sales Charts Top 50
- 2002: Klinisch Tot / Der Tropf (Pulse Records), Vinyl Charts Top 10, Swiss Dance Charts 20
- 2002: KMC Feat Dhany / I Feel So Fine (Zyx Records), Remix von Alex Butcher, Skandinavian DDC 1
- 2002: Mark ’Oh / Because I Love You (Sony Music), Remix von Alex Butcher, German Sales Charts Top 20
- 2002: Tillmann Uhrmacher / Friends (Kontor), Remix von Alex Butcher
- 2003: Alex Butcher / In the Mix 2 (Propagation Records), produziert und gemixt von Alex Butcher
- 2003: AB Ambient / Ambient Album Production, alle Tracks geschrieben und produziert von Alex Butcher (Zyx Records)
- 2003: Der Verfall vs. Alex Butcher / Der Verfall 2003 (Storm Rec), DDC Top 24, ODCTop40, ECC13
- 2003: Marc Jerome / Rock It (Everlasting), geschrieben und produziert von Alex Butcher, M. Schleis & M. Jerome
- 2003: Marc Jerome / Shake It (Everlasting Records), DDC Charts Top 40
- 2003: Miss Venus / So lang man Träume noch leben kann (Zyx Records), Remix von Alex Butcher
- 2003: Ravers on Dope / Trip to Wonderland (EMI Music), Remix von Alex Butcher
- 2003: Sound 2 Light / Its Like That (Overdose), geschrieben und produziert von Alex Butcher, Discomania Export Sales Charts 2, Import Chart 15
- 2003: Starstruck / For Your Love (Edel Records), Remix von Alex Butcher, GDP Top 60,DMC Top 60
- 2004: Alex Butcher / Blind Vision (Drizzly Records), geschrieben und produziert von Alex Butcher
- 2004: Alex Butcher / In the Mix 3 (Propagation Records), produziert und gemixt von Alex Butcher
- 2004: Bend Over / Bass Kick (Trapped), geschrieben und produziert von Alex Butcher
- 2004: Der Verfall vs Klaus Löwitsch (Storm), DMC 16, ODC Bullets 2
- 2004: Flash / I dont want you (Pulse Records), produziert von Mike Misar & Alex Butcher
- 2004: Marc Jerome / Kill It (Everlasting), by Alex Butcher Manuel Schleis & Marc Jerome
- 2004: Sound 2 Light / Party People (Overdose), by Alex Butcher, Discomania Vinyl-Charts Export Top1, Export Top 20
- 2005: Alex Butcher / Works One, Album Productions (I-Tunes, Musicload)
- 2005: Bend Over / Beat Time (Acalwan / Zyx Records), geschrieben und produziert von Alex Butcher
- 2005: But & Memo / Black Betty (Drizzly Records), von Alex Butcher & MemoDiscomania, Vinyl Charts Import Top 5, Export Charts Top 10
- 2005: Dance United / Help Asia (Kontor), Remix von Alex Butcher German Sales Charts Top 43
- 2005: DJ Dag / Own my Own (Alcalwan / Zyx Records), Remix von Alex Butcher
- 2005: DJ Dag / 20 Years of DJ Madness (Acalwan / Zyx Records), Mastering von Alex Butcher
- 2005: Edgewalker feat. Chris K. - I Ran (M.P Records), Remix von Alex Butcher
- 2005: Marc Jerome / Lick it (Everlasting), produziert von Alex Butcher, Manuel Schleis & Marc Jerome
- 2006: Alan Chappert / Get Funk (Acalwan / Zyx Records), geschrieben und produziert von Alex Butcher
- 2006: DJ Wag / Global (Album Production), 2 Tracks produziert von Alex Butcher & Wag
- 2007: Marc Jerome / Rhythm It (Butcher Music), produziert von Butcher, Schleis & Jerome
- 2007: Barclay & Cream / Where are you Baby (Misar Music), produziert Alex Butcher & Mike Misar
- 2007: Lexmatic / Automatic (Groove Ya Records), geschrieben & produziert von Alex Butcher
- 2007: Vengeance Electro Essential / Sample CD (Vertrieb Mutteki) produziert von Manuel Schleis & Alex Butcher